# Stibůrkovská jezera
Stibůrkovská jezera jsou přírodní rezervace jihovýchodně od obce Tvrdonice v okrese Břeclav.
Důvodem ochrany je zachování jednoho z posledních existujících komplexů vlhkých periodicky zaplavovaných luk s pozůstatky mrtvých ramen v nivě řeky Moravy, krajinářsky a esteticky hodnotného území s výskytem kriticky a silně ohrožených zvláště chráněných druhů rostlin, významné hydrobiologické lokality, zachování významného hnízdiště zvláště chráněných silně ohrožených a ohrožených druhů ptáků a současně významného místa výskytu obojživelníků a uchování porostu lužního lesa s vyvinutou prostorovou i věkovou strukturou.